# 아뇰로 가디
아뇰로 가디(이탈리아어: Agnolo Gaddi, 1350년경~1396년)는 이탈리아의 화가이다. 그는 피렌체에서 태어나 그곳에서 생을 마감했으며, 피렌체의 대가 조토의 주요 제자였던 화가 타데오 가디의 아들이었다.

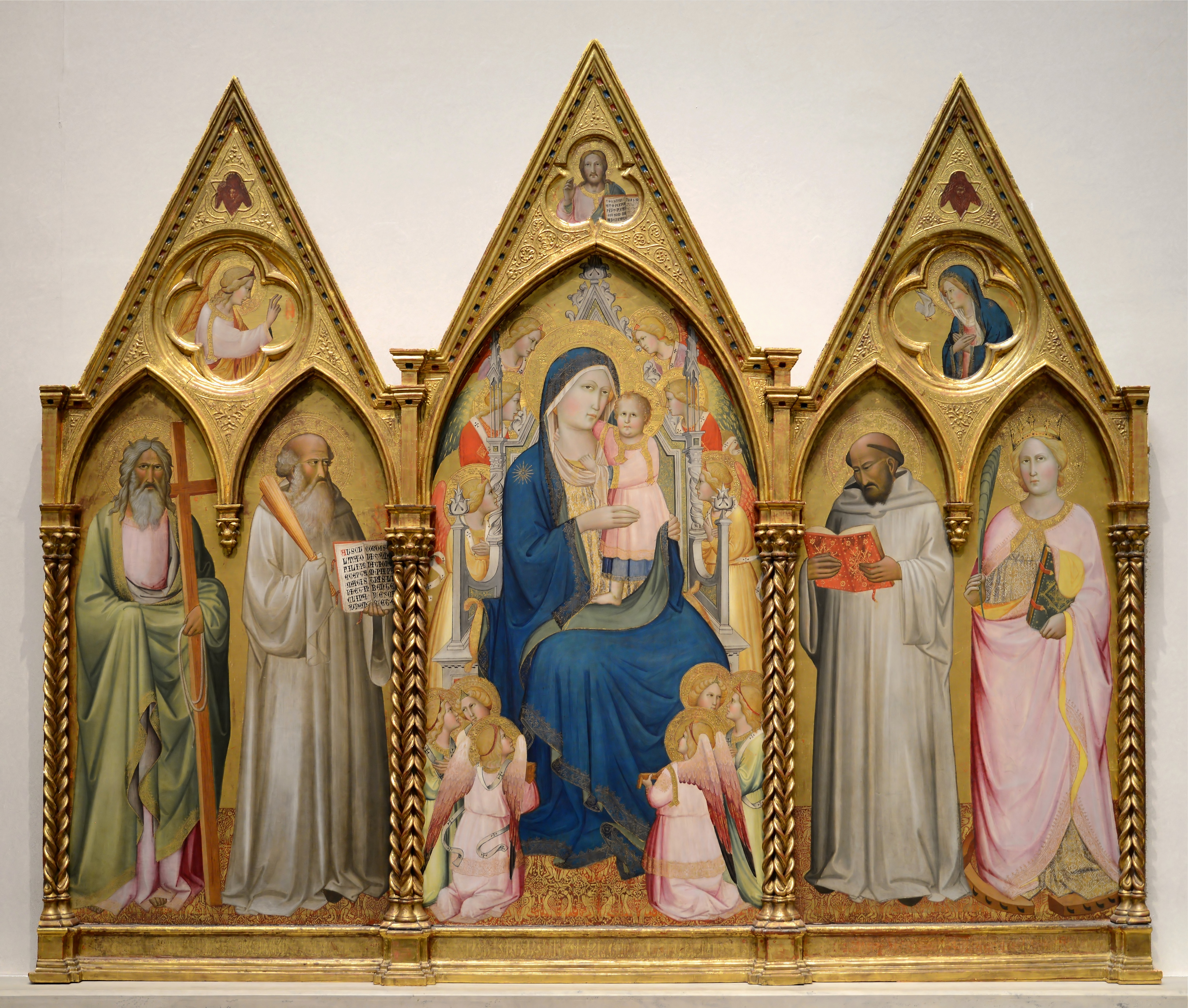
1387년 이전 작품, 성모자와 성인들, 천사들이 있는 제단화, 내셔널 갤러리 오브 아트 소장

아뇰로는 화가이자 모자이크 제작자였으며, 아버지에게서 그림을 배웠다. 그는 상업에도 종사했으며, 중년에 접어들어 베네치아에 정착하여 상업 활동에 몰두했고, 이로 인해 가문에 큰 부를 안겼다. 그는 1396년 10월 피렌체에서 사망했다.
아뇰로는 영향력 있고 다작한 화가로서, 조토의 양식을 계승한 마지막 주요 피렌체 화가였다. 그의 작품들은 초기부터 재능을 보였지만, 로세티(Rossetti, 1911년)는 그가 생애가 깊어갈수록 기량이 크게 발전하지는 않았다고 평가했다. 초기 작품 중 하나는 피렌체의 산 야코포 트라 이 포시(San Jacopo tra i Fossi)에 있는 《라자로의 부활》이다. 젊은 시절의 작품으로 여겨지는 또 다른 예는 프라토 대성당의 프레스코화 연작으로, 성모 마리아의 전설과 그녀의 성대를 주제로 한다. 이 연작 중 《마리아의 결혼》은 가장 뛰어난 작품 중 하나로 평가되며, 이후의 구성들은 여러 차례 보수되면서 훼손되었다. 피렌체의 산타 크로체 성당에서는 여덟 개의 프레스코화로 구성된 《십자가의 전설》을 그렸는데, 대천사 미카엘이 셋에게 지식의 나무 가지를 주는 장면에서 시작해, 황제 헤라클리우스가 십자가를 들고 예루살렘에 입성하는 장면으로 끝난다. 이 마지막 장면에는 화가 자신의 초상도 포함되어 있다.
그의 제자 중에는 미술 이론서의 저자인 체니노 체니니가 있으며, 체니니는 저서에서 아뇰로를 언급하기도 했다.
조르조 바사리는 《미술가 열전》에 아뇰로 가디의 전기를 포함시켰다.

## 작품
- 《성모자와 성인들》 (1375년경), 템페라 패널화, 파르마 국립미술관
- 《성모자와 성 안드레아, 성 베네딕토, 성 베르나르도, 성 알렉산드리아의 카타리나와 천사들》 (1387년 이전), 템페라 패널화, 워싱턴 D.C. 내셔널 갤러리 앤드류 W. 멜론 컬렉션. 이 삼연제단화는 시토회 수도원을 위해 의뢰된 것으로 보인다.[5]
- 《참십자가 전설》 (1385–1387), 피렌체 산타 크로체 성당 합창석 프레스코화 연작
- 《성모자와 성 요한 복음사가, 세례 요한, 성 야고보, 성 니콜라오》 (1388–1390), 템페라 패널화, 빅토리아 국립미술관
- 《여섯 천사와 함께한 성모 대관식》 (약 1390), 템페라 패널화, 워싱턴 D.C. 내셔널 갤러리 오브 아트 새뮤얼 H. 크레스 컬렉션. 본 작품은 피사의 산 조반니 데이 피에리 성당에서 유래한 제단화의 중앙 패널일 가능성이 있다.[6]
- 《십자가형》 (약 1390), 템페라 및 금박 패널화, 마드리드 티센보르네미사 미술관[7]
- 《겸손의 성모와 천사들》 (1390년대 중반), 템페라 패널화, 잭슨빌 커머 미술관[8]
- 《성모자와 천사 및 성인들》, 템페라 패널화, 팔라초 블루 소장
- 《십자가형》 (1390년대), 템페라 패널화. 폴립티크 일부, 피렌체 우피치 미술관
- 《성모 마리아와 성대의 이야기》, 프라토 대성당

## 갤러리

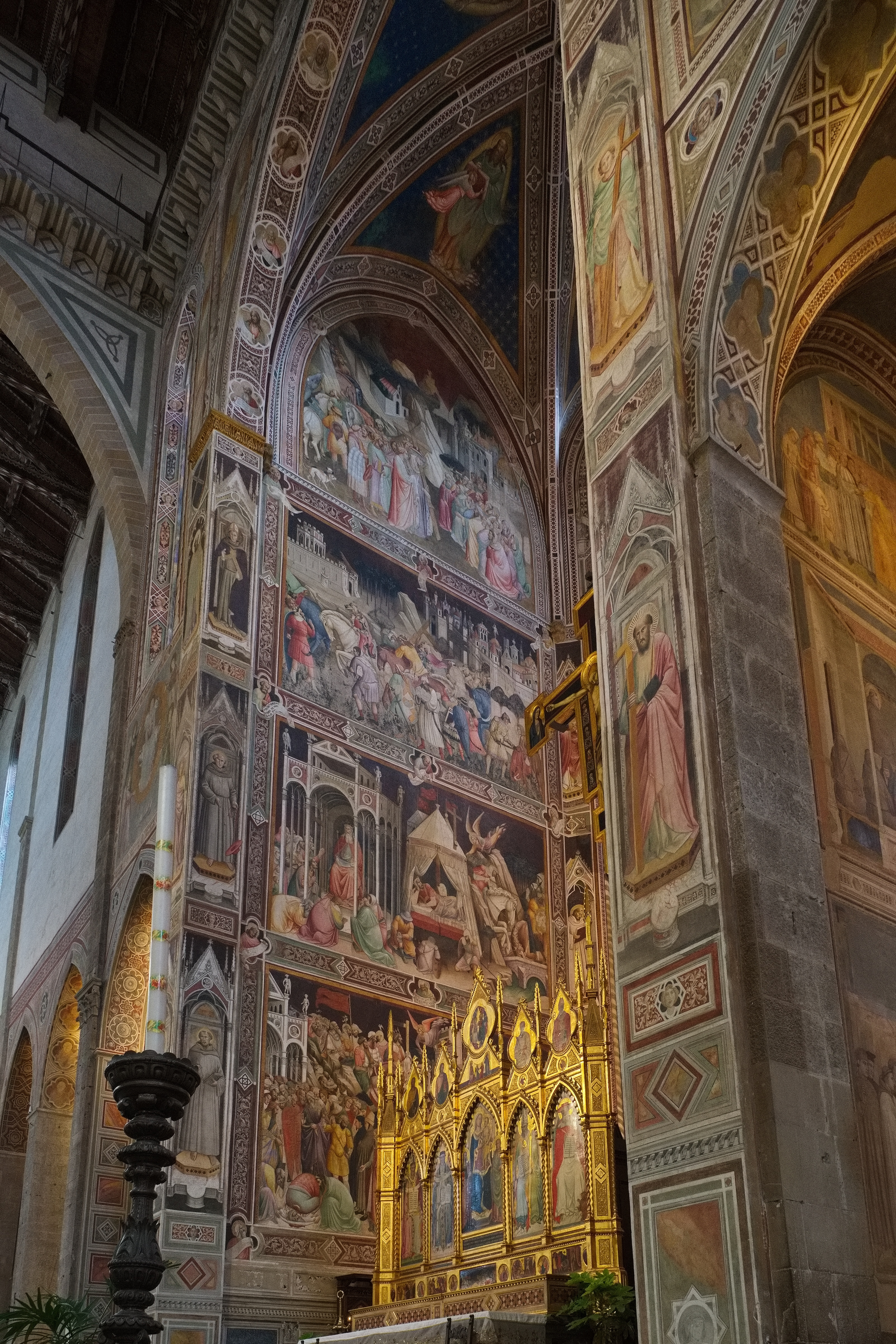
《참십자가 전설》, 1385–1387, 피렌체 산타 크로체 성당, 내진 북쪽 벽
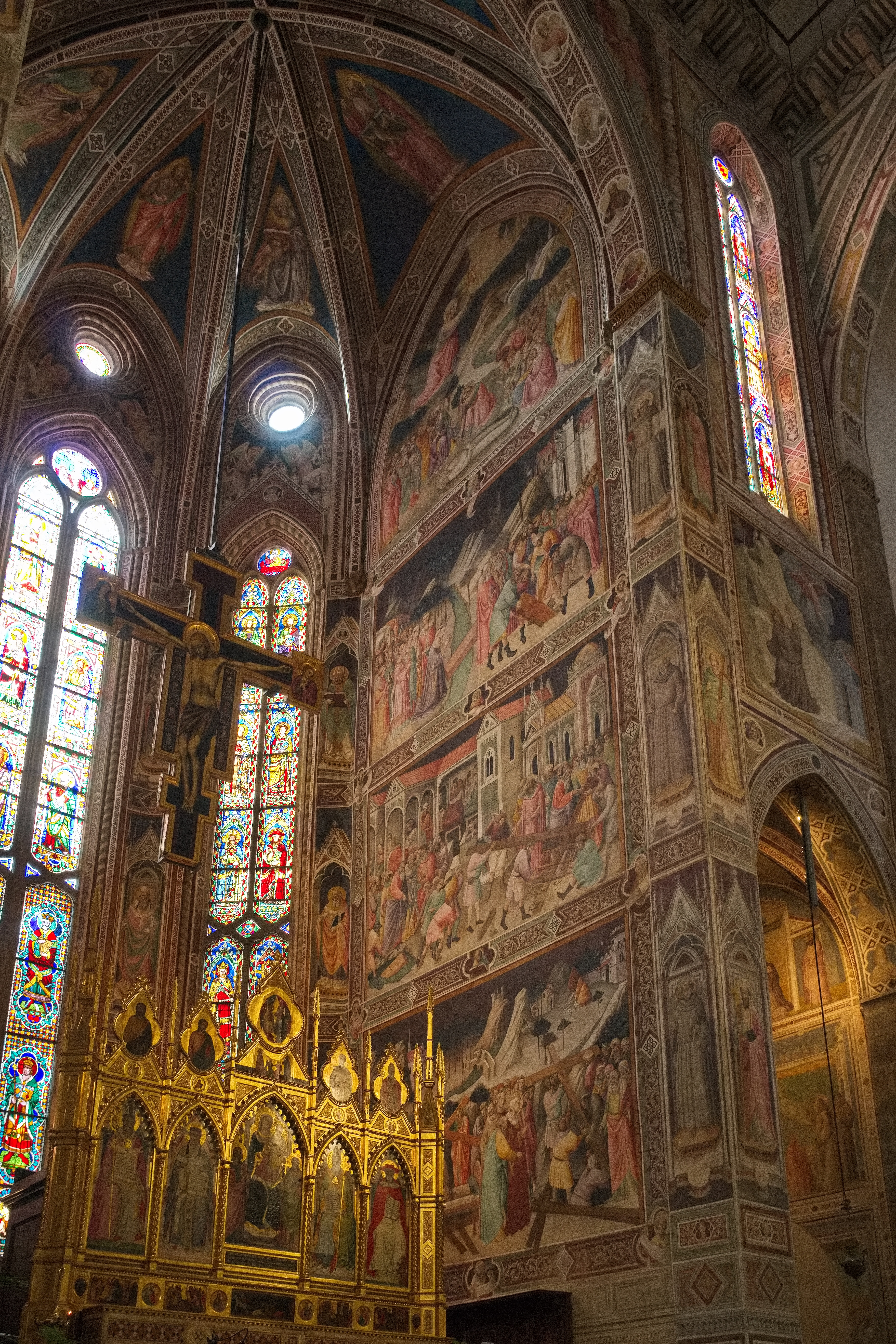
《참십자가 전설》, 1385–1387, 피렌체 산타 크로체 성당, 내진 남쪽 벽
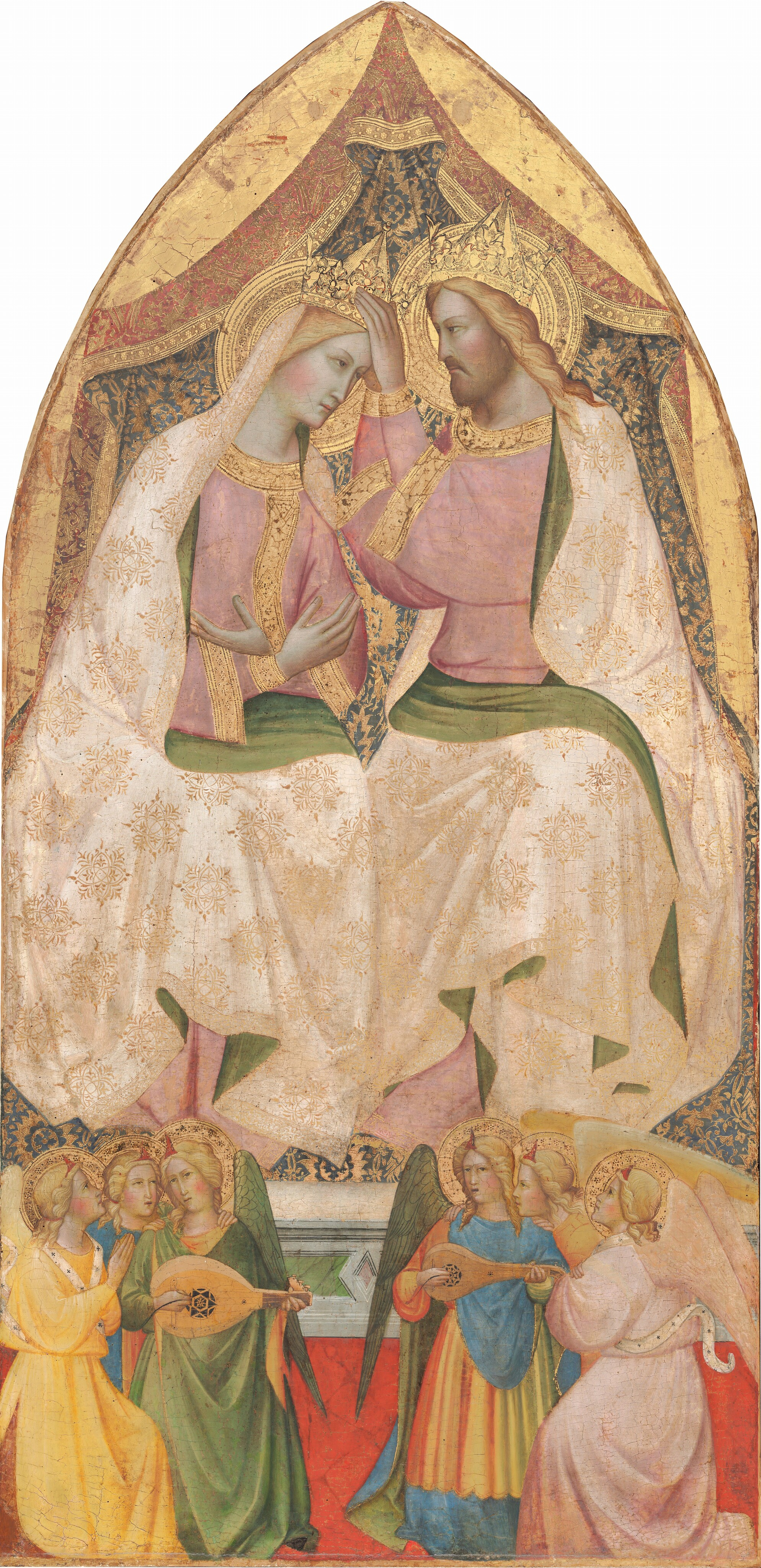
《여섯 천사와 함께한 성모 대관식》, 약 1390, 템페라 패널화, 내셔널 갤러리 오브 아트